# Limmerstraße
Die Limmerstraße ist eine Einkaufsstraße im hannoverschen Stadtteil Linden-Nord. Sie beginnt beim Ihmezentrum am Küchengarten, durchquert in nordwestlicher Richtung den Stadtteil Linden-Nord, unterquert den Westschnellweg und endet an der Kreuzung Wunstorfer Straße, Zimmermannstraße, Friedhofstraße im Stadtteil Limmer. Bis Mitte der 1970er Jahre war die Limmerstraße eine der Hauptverbindungsstraßen vom Westen Hannovers in die Innenstadt. Sie ist rund 1000 m lang und heute zu einem bedeutenden Teil als Fußgängerzone ausgewiesen. Auf gesamter Straßenlänge führt die Stadtbahnlinie 10 durch die Limmerstraße.
Die Limmerstraße ist heute geprägt von Handel und Gastronomie und gilt als die Amüsiermeile im Stadtteil Linden.

## Geschichte
Die heutige Limmerstraße entstand auf einer historischen Landstraße, die vom alten Dorf Linden nach dem bis 1852 im damaligen Amt Blumenau gelegenen Nachbardorf Limmer führte. Der nordwestliche Straßenabschnitt in der Gemarkung Linden bis zur Ortsgrenze wurde 1858 in Nedderfeld und – noch im Königreich Hannover – 1861 in Limmerstraße umbenannt.
Um 1906/07 eröffnete das Lichtspielhaus Thalia-Theater an der Limmerstraße Ecke Kochstraße. In einem Hinterhof an der Limmerstraße befindet sich das 1908 gegründete Apollo-Kino, das älteste Vorstadtkino und heute eines der letzten Stadtteilkinos Deutschlands.
Nach der sogenannten „Machtergreifung“ durch die Nationalsozialisten 1933 wurden auch Anwohner der Limmerstraße Opfer des dann folgenden Terrors und bis in das Zuchthaus Hameln und Konzentrationslager, wie etwa Ravensbrück, transportiert.
Schon bald nach den Luftangriffen auf Hannover im Zweiten Weltkrieg zählte in der neu gegründeten Bundesrepublik Deutschland das auch an der Limmerstraße ansässige Fruchthaus Hermann Seifart, das auf der Bundesgartenschau 1951 etwa Bananen und Zitrusfrüchte verkaufen konnte, zu „Deutschlands beneideten Läden mit ihren exotischen Genüssen“.

## Besonderheiten
Am westlichen Ende der Straße liegt mit dem Freizeitheim Linden das erste, 1961 eröffnete Freizeitheim Deutschlands.
Im Zuge des Kunstprojekts BUSSTOPS entstanden in den 1990er Jahren an der Haltestelle Leinaustraße zwei von Andreas Brandolini entworfene Haltestellenhäuschen, deren Dächer bepflanzt wurden.
Der 1979 installierte Pferdekutschenbrunnen des Bildhauers Max Sauk an der Limmerstraße/Ecke Kötnerholzweg erinnert an die ehemalige Poststation am Orte.
2004 wurde das Buchdruck-Museum gegründet, das „im Stil einer für den Stadtteil Linden typischen Hinterhof-Druckerei der [19]50er Jahre“ als „lebendes Museum“ eingerichtet wurde, in dem „alles auch benutzt werden kann“; die Adresse lautet Limmerstraße 43.
Häufig verwandelt sich die Straße abends in eine Partymeile der durchziehenden Gäste der benachbarten Veranstaltungszentren Béi Chéz Heinz, FAUST und UJZ Glocksee. Seit Beginn der 2010er Jahre hat sich unter Jugendlichen der Trend entwickelt, nachts auf der Limmerstraße Bier zu trinken und zu feiern. Diese „Limmern“ genannte Aktivität hat zu erheblichen Konflikten zwischen Anwohnern und Feiernden geführt.
Im Gebäude des Apollo-Kino in der Limmerstraße 50 findet sich seit etwa 2013 auch DESiMOs Spezial Club, mit etwa monatlichen Veranstaltungen. Hier wurde am 18. September 2013 ein weiterer Stolperstein verlegt für die Zeugin Jehovas Elsa Cranz.

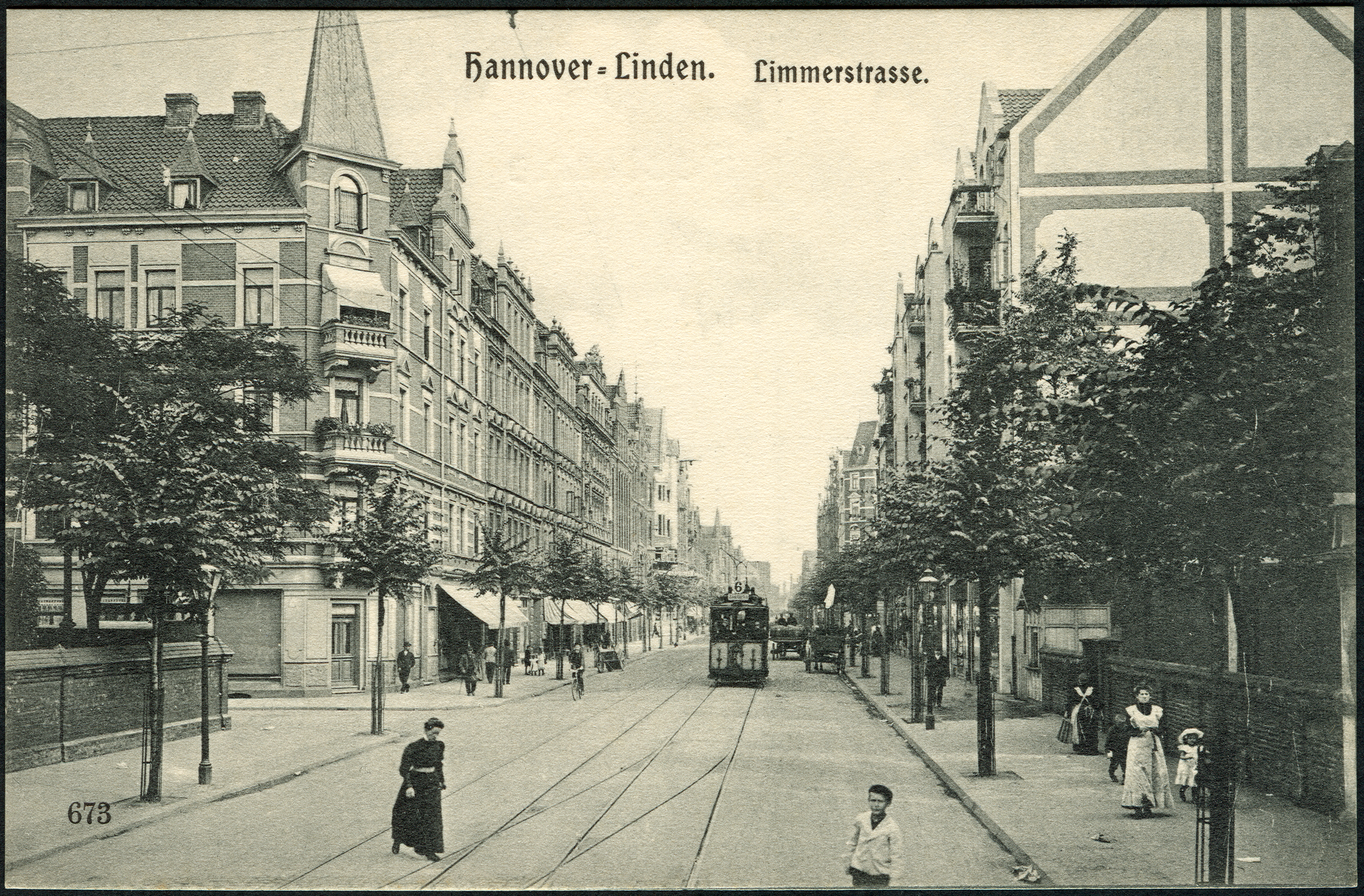
Blick in Richtung Haltestelle Leinaustraße mit der Mauer der ehemaligen Arbeitersiedlung der Mechanischen Weberei; Ansichtskarte Nr. 673, anonym, um 1900
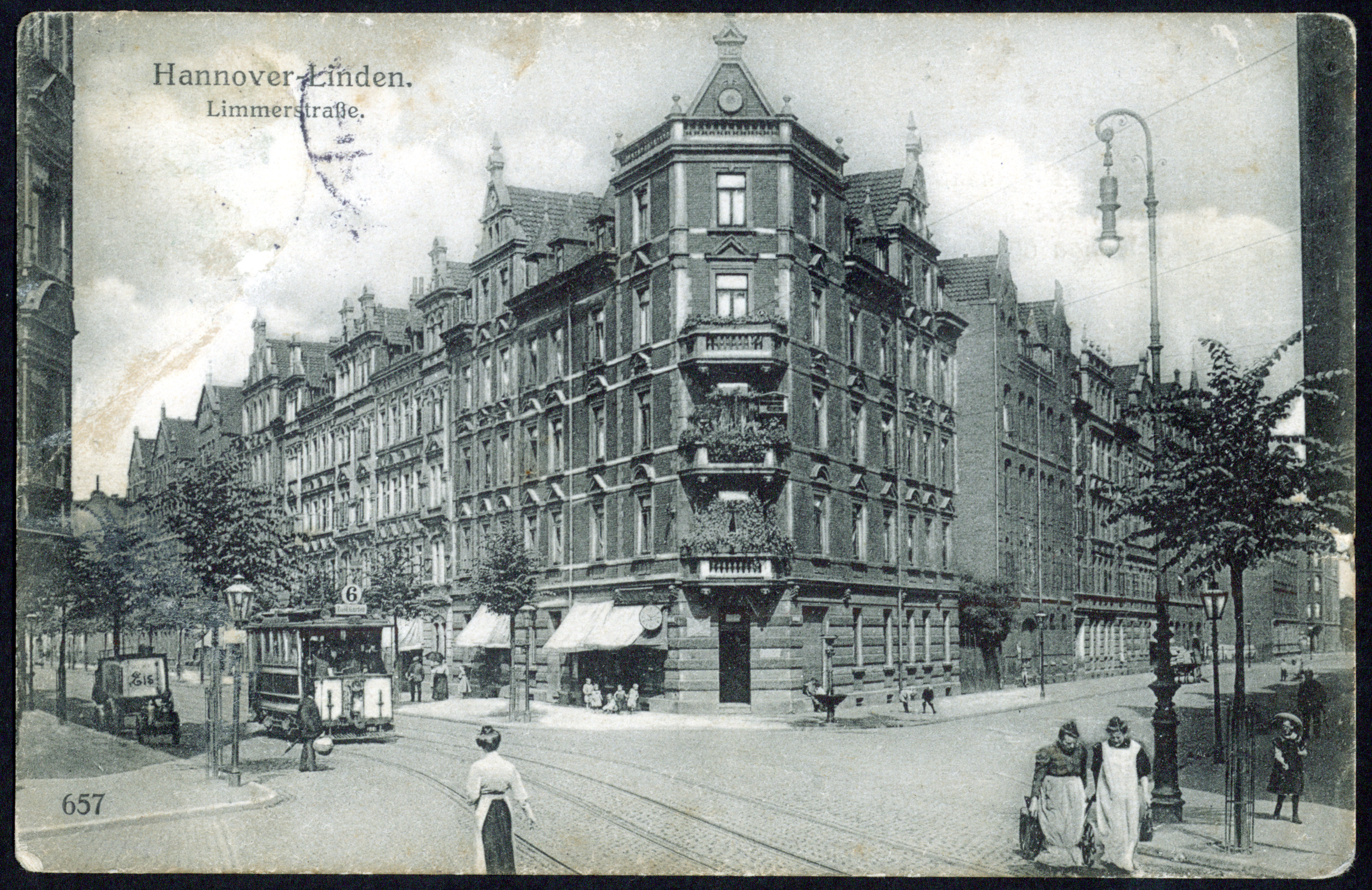
Limmerstraße Ecke Kötnerholzweg mit der Straßenbahn-Linie 6, einem Eiswagen und einem Pferdebrunnen
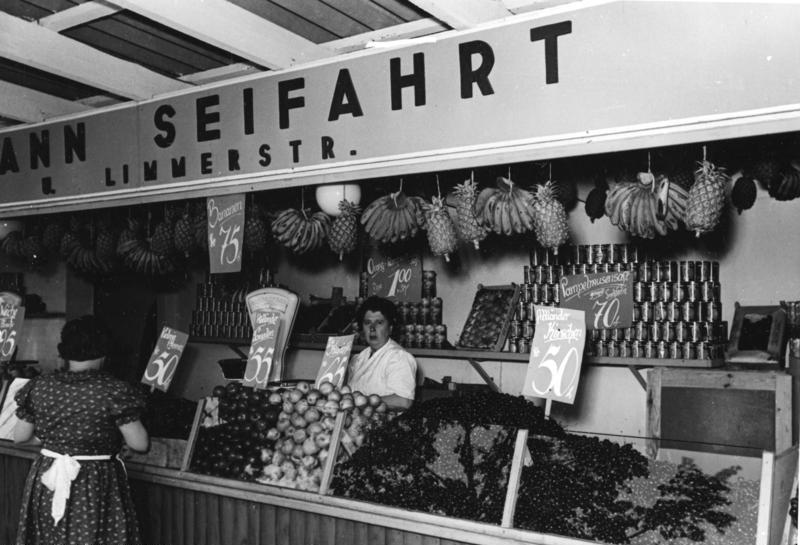
Stand vom Fruchthaus Hermann Seifart 1951 auf der ersten Bundesgartenschau (Scan des Bundesarchivs)
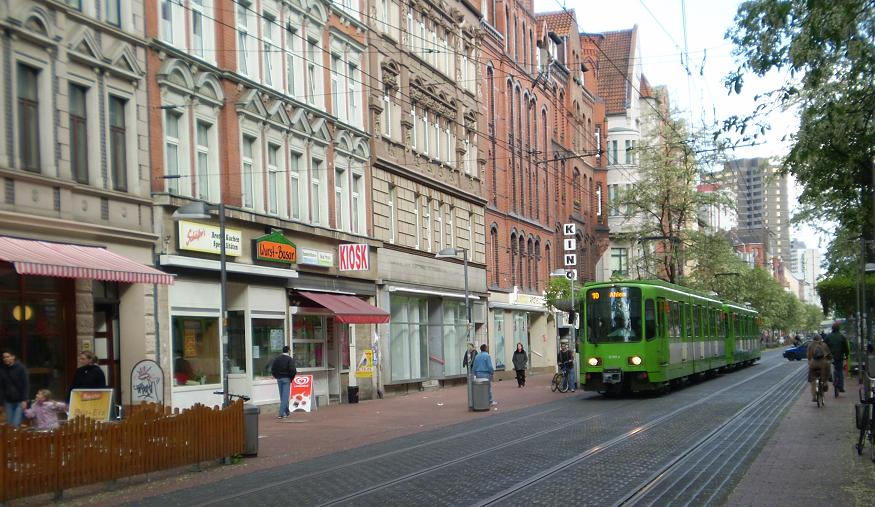
Limmerstraße mit einer ebenerdigen Stadtbahn-Haltestelle und dem Triebwagen TW 6000
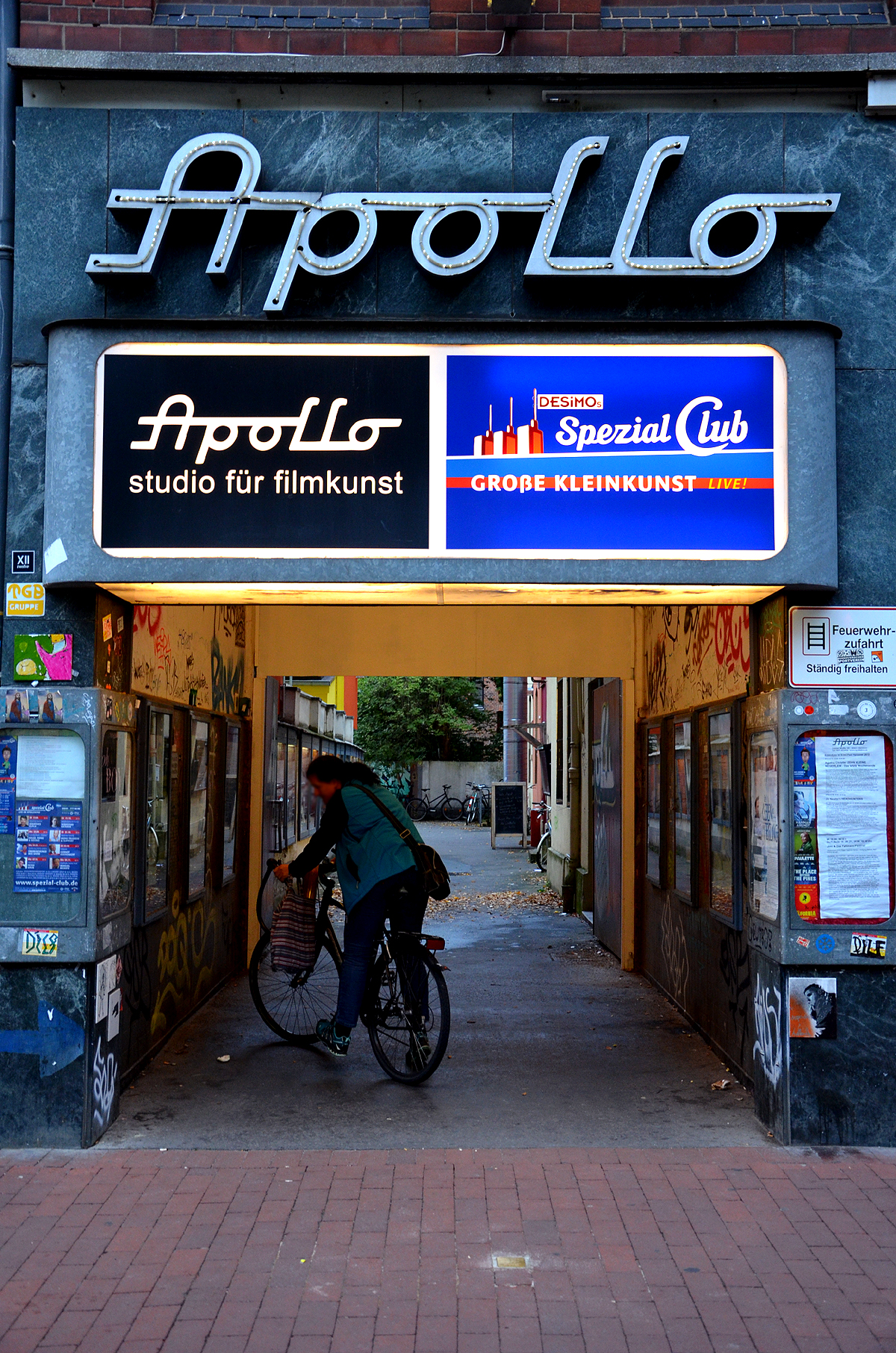
Durchgang zum Apollo-Kino und „DESiMOs Spezial Club“, davor der Stolperstein für die Zeugin Jehovas Elsa Cranz
BUSSTOPS-Haltestelle Leinaustraße
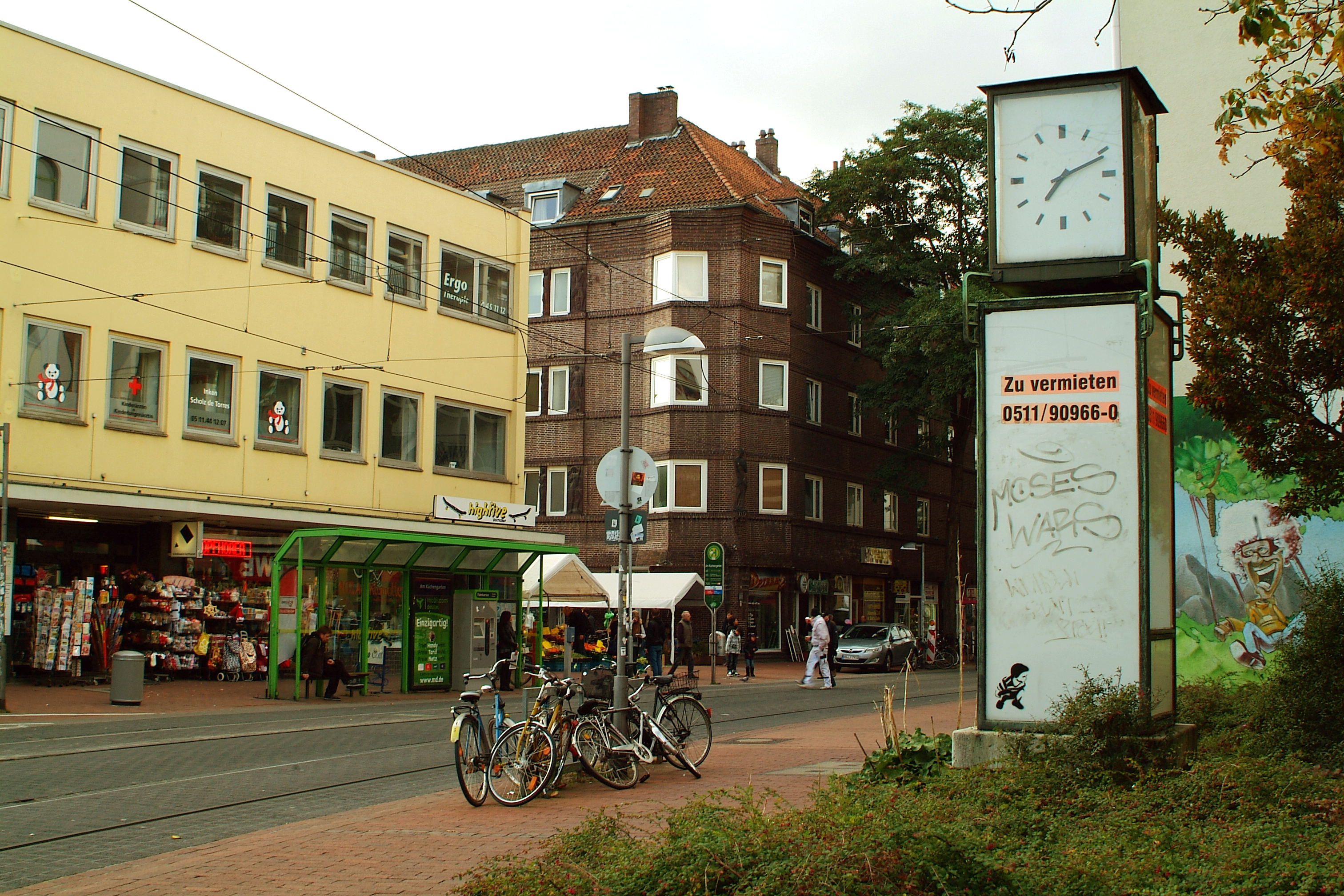
Falke-Uhr am Küchengarten
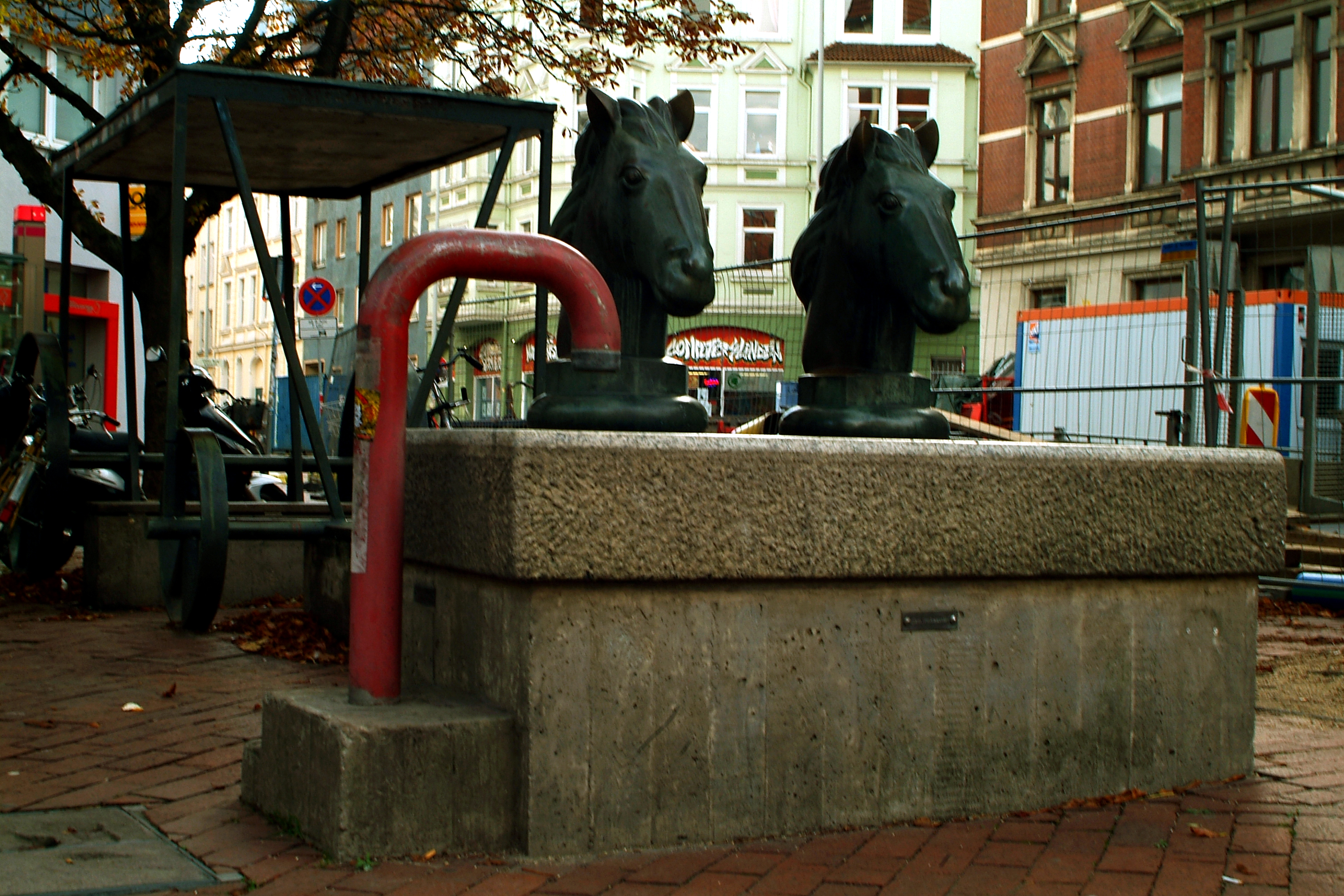
Der Pferdekutschenbrunnen am Kötnerholzweg erinnert an die ehemalige Poststation
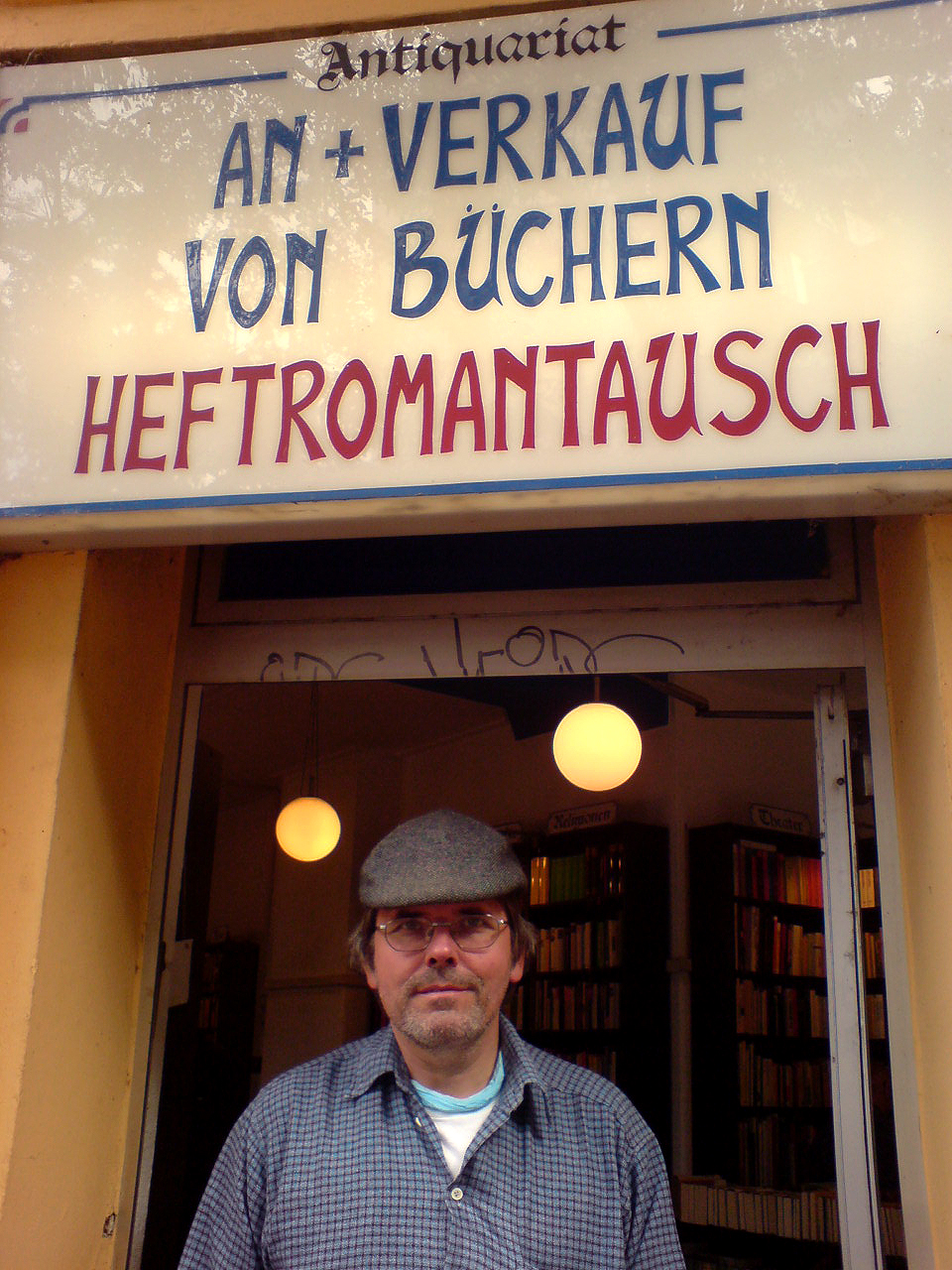
Achim Wilder vor seinem Antiquariat Ecke Pfarrlandstraße
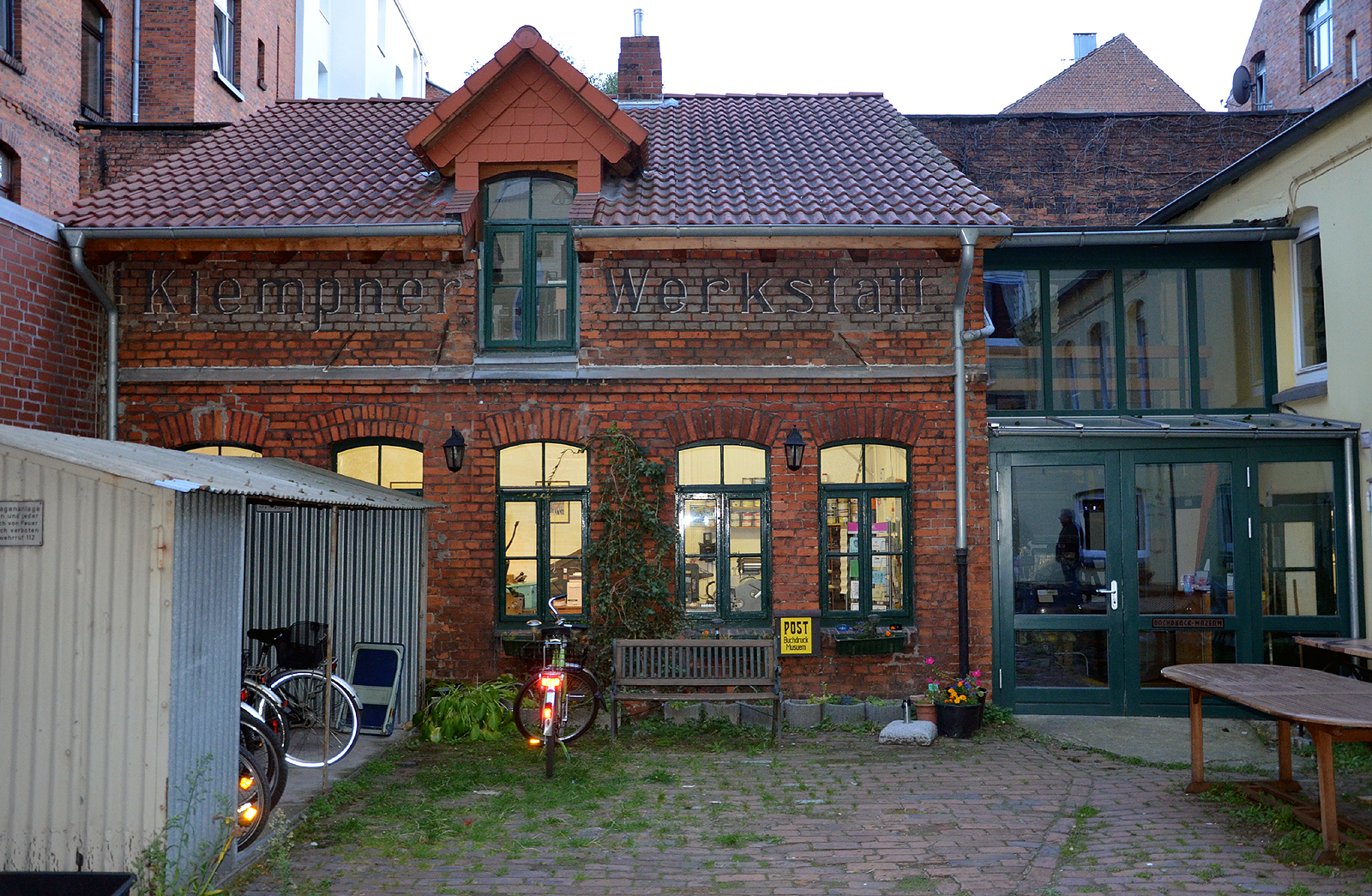
Das Buchdruck-Museum im Hinterhof der Limmerstraße 43

## Regelmäßige Veranstaltungen

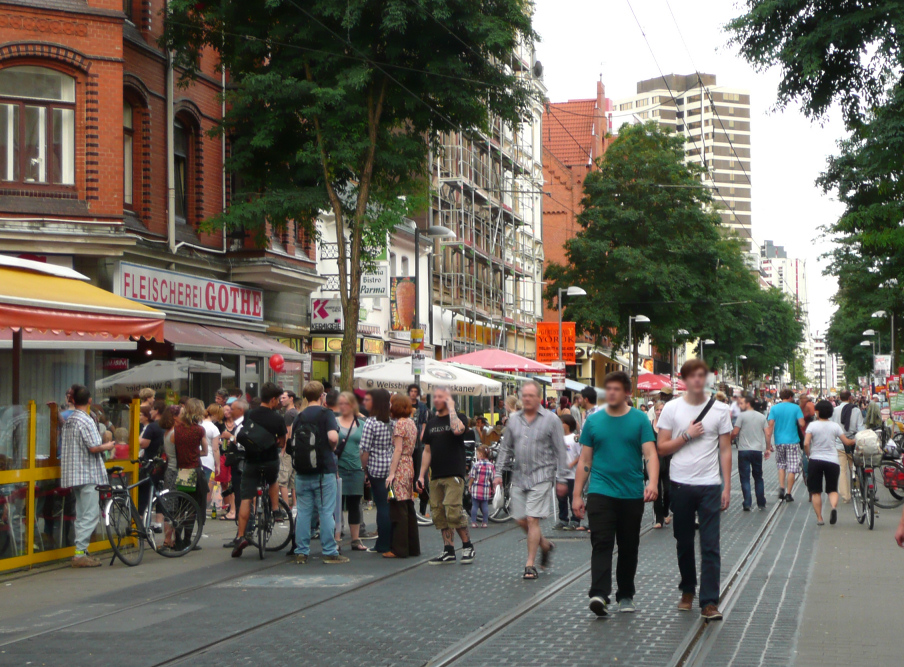
Limmerstraßenfest

- Limmerstraßenfest, bis etwa 2015
- Volkslauf Linden-Limmer
- Lindener Schützenfest